# Iwamizawa
Iwamizawa (岩見沢市 Iwamizawa-shi?) es la ciudad capital de la subprefectura de Sorachi, Prefectura de Hokkaidō al norte de Japón.
A partir de 2009, la ciudad tiene un estimado de población de 90 969 y una densidad de 189 habitantes por km². La superficie total es de 481,10 kilómetros 2 .

## Toponimia
El nombre "Iwamizawa" deriva de la palabra japonesa "Yuamisawa" (浴澤), Yuami (浴 ) y Sawa (澤) que significa "baño" y "pantano". 

## Historia
- 1906 la aldea Iwamizawa se convirtió en la villa Iwamizawa.
- 1943 la villa se convirtió en la ciudad Iwamizawa.
- 2006 ciudad Kurisawa y el pueblo Kita se fusionaron a la ciudad Iwamizawa.

## Clima
Iwamizawa tiene un clima continental húmedo con veranos cálidos e inviernos fríos. La lluvia abunda durante todo el año, pero un más de agosto a octubre. 
| Parámetros climáticos promedio de Iwamizawa (1991-2020) | Parámetros climáticos promedio de Iwamizawa (1991-2020) | Parámetros climáticos promedio de Iwamizawa (1991-2020) | Parámetros climáticos promedio de Iwamizawa (1991-2020) | Parámetros climáticos promedio de Iwamizawa (1991-2020) | Parámetros climáticos promedio de Iwamizawa (1991-2020) | Parámetros climáticos promedio de Iwamizawa (1991-2020) | Parámetros climáticos promedio de Iwamizawa (1991-2020) | Parámetros climáticos promedio de Iwamizawa (1991-2020) | Parámetros climáticos promedio de Iwamizawa (1991-2020) | Parámetros climáticos promedio de Iwamizawa (1991-2020) | Parámetros climáticos promedio de Iwamizawa (1991-2020) | Parámetros climáticos promedio de Iwamizawa (1991-2020) | Parámetros climáticos promedio de Iwamizawa (1991-2020) |
| Mes                                                     | Ene.                                                    | Feb.                                                    | Mar.                                                    | Abr.                                                    | May.                                                    | Jun.                                                    | Jul.                                                    | Ago.                                                    | Sep.                                                    | Oct.                                                    | Nov.                                                    | Dic.                                                    | Anual                                                   |
| ------------------------------------------------------- | ------------------------------------------------------- | ------------------------------------------------------- | ------------------------------------------------------- | ------------------------------------------------------- | ------------------------------------------------------- | ------------------------------------------------------- | ------------------------------------------------------- | ------------------------------------------------------- | ------------------------------------------------------- | ------------------------------------------------------- | ------------------------------------------------------- | ------------------------------------------------------- | ------------------------------------------------------- |
| Temp. máx. abs. (°C)                                    | 8.7                                                     | 10.3                                                    | 16.3                                                    | 26.8                                                    | 33.1                                                    | 33.6                                                    | 35.5                                                    | 35.1                                                    | 32.7                                                    | 25.9                                                    | 20.2                                                    | 13.7                                                    | 35.5                                                    |
| Temp. máx. media (°C)                                   | -1.9                                                    | -0.9                                                    | 3.5                                                     | 11.2                                                    | 17.7                                                    | 21.7                                                    | 25.1                                                    | 26.1                                                    | 22.4                                                    | 15.7                                                    | 7.6                                                     | 0.5                                                     | 12.4                                                    |
| Temp. media (°C)                                        | -5.3                                                    | -4.6                                                    | -0.4                                                    | 6.1                                                     | 12.1                                                    | 16.3                                                    | 20.2                                                    | 21.3                                                    | 17.4                                                    | 10.8                                                    | 3.9                                                     | -2.6                                                    | 7.9                                                     |
| Temp. mín. media (°C)                                   | -9.2                                                    | -8.9                                                    | -4.5                                                    | 1.3                                                     | 7.1                                                     | 12.0                                                    | 16.6                                                    | 17.6                                                    | 12.9                                                    | 6.2                                                     | 0.2                                                     | -6.0                                                    | 3.8                                                     |
| Temp. mín. abs. (°C)                                    | -24.3                                                   | -23.0                                                   | -22.0                                                   | -10.9                                                   | -3.6                                                    | 2.5                                                     | 5.2                                                     | 6.9                                                     | -1.0                                                    | -4.0                                                    | -14.6                                                   | -22.6                                                   | -24.3                                                   |
| Precipitación total (mm)                                | 199.4                                                   | 85.5                                                    | 59.4                                                    | 52.7                                                    | 83.9                                                    | 69.5                                                    | 111.5                                                   | 161.1                                                   | 142.2                                                   | 110.4                                                   | 118.8                                                   | 144.5                                                   | 1338.9                                                  |
| Nevadas (cm)                                            | 187                                                     | 137                                                     | 72                                                      | 8                                                       | 0                                                       | 0                                                       | 0                                                       | 0                                                       | 0                                                       | 1                                                       | 70                                                      | 200                                                     | 675                                                     |
| Días de lluvias (≥ 1 mm)                                | 19.2                                                    | 15.9                                                    | 12.7                                                    | 9.8                                                     | 10.0                                                    | 8.3                                                     | 9.5                                                     | 9.9                                                     | 10.3                                                    | 13.7                                                    | 17.4                                                    | 21.3                                                    | 158                                                     |
| Días de nevadas (≥ 1 mm)                                | 21.7                                                    | 19.5                                                    | 15.9                                                    | 3.1                                                     | 0                                                       | 0                                                       | 0                                                       | 0                                                       | 0                                                       | 0.3                                                     | 8.6                                                     | 21.6                                                    | 90.7                                                    |
| Horas de sol                                            | 90.2                                                    | 111.3                                                   | 161.9                                                   | 176.6                                                   | 196.5                                                   | 173.6                                                   | 156.2                                                   | 158.8                                                   | 161.9                                                   | 138.5                                                   | 84.7                                                    | 69.0                                                    | 1679.2                                                  |
| Humedad relativa (%)                                    | 81                                                      | 78                                                      | 74                                                      | 68                                                      | 71                                                      | 78                                                      | 81                                                      | 81                                                      | 79                                                      | 77                                                      | 78                                                      | 81                                                      | 77.3                                                    |
| Fuente n.º 1: Agencia Meteorológica de Japón            |                                                         |                                                         |                                                         |                                                         |                                                         |                                                         |                                                         |                                                         |                                                         |                                                         |                                                         |                                                         |                                                         |
| Fuente n.º 2: Agencia Meteorológica de Japón            |                                                         |                                                         |                                                         |                                                         |                                                         |                                                         |                                                         |                                                         |                                                         |                                                         |                                                         |                                                         |                                                         |